# Xandrames recondita
Xandrames recondita là một loài bướm đêm trong họ Geometridae.